# Migrações no Ceará

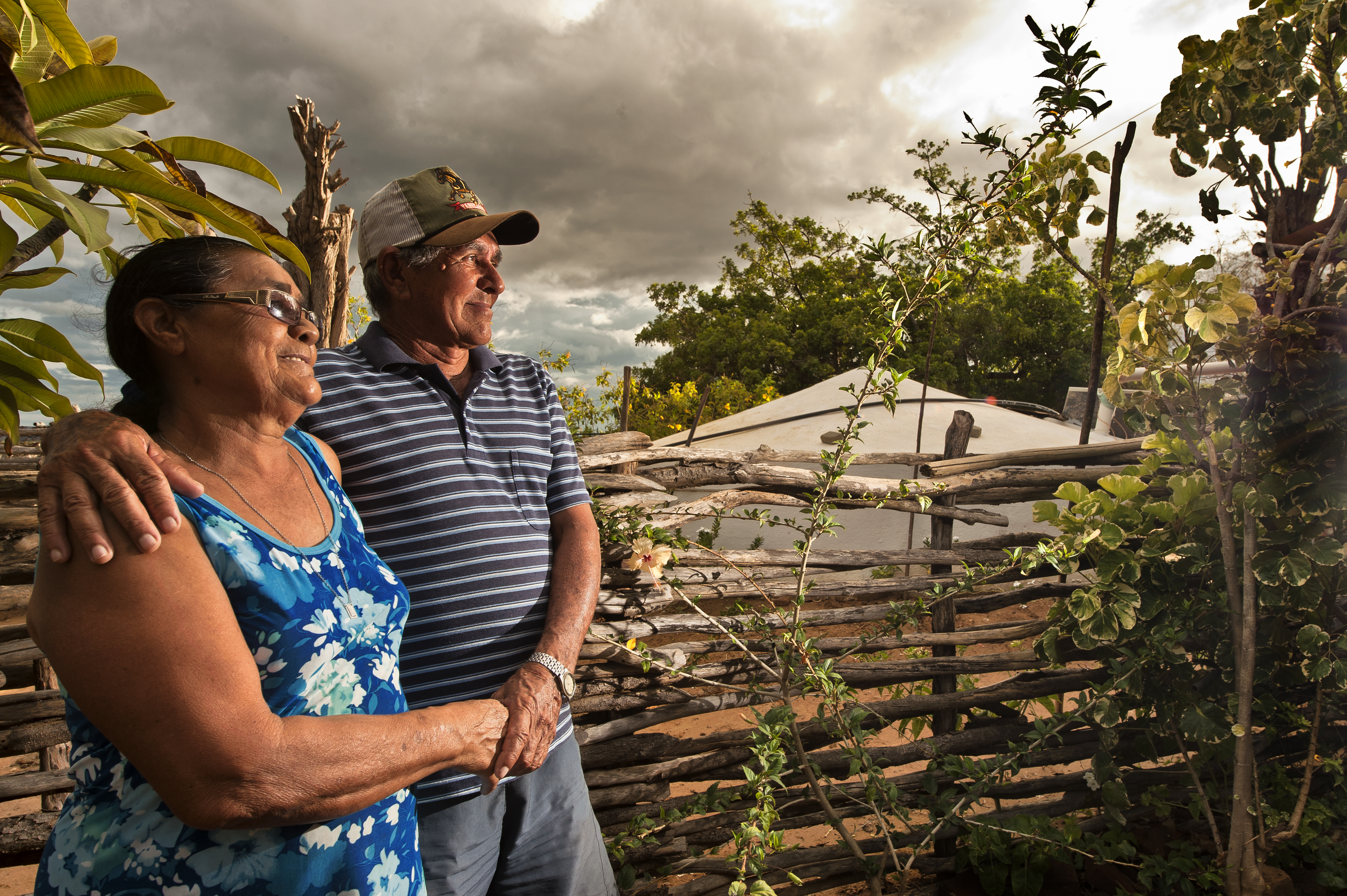
Madalena-CE, Comunidade Olho d'Água dos Barros.

O Ceará, estado localizado na região nordeste do Brasil, tem uma história rica e complexa de migração que moldou sua demografia, cultura e economia ao longo dos séculos. Desde os primeiros assentamentos indígenas até os fluxos migratórios contemporâneos, a mobilidade humana desempenhou um papel fundamental na formação e transformação do estado. Essas migrações remontam aos povos indígenas que habitavam a região antes da chegada dos colonizadores europeus. Com a colonização portuguesa, houve um influxo significativo de colonos europeus, africanos escravizados e povos indígenas de outras regiões. Durante o período colonial, o Ceará foi um importante centro de produção de açúcar e algodão, atraindo trabalhadores de diversas origens.
No século XX, o Ceará passou por importantes transformações econômicas e sociais que influenciaram os padrões de migração. O êxodo rural, motivado pela seca, pobreza e falta de oportunidades no campo, levou muitos cearenses a migrarem para as cidades em busca de emprego e melhores condições de vida. Fortaleza, a capital do estado, tornou-se o principal destino desses migrantes, resultando em um rápido crescimento urbano e expansão das favelas e áreas periféricas.
Além das migrações internas, o Ceará também foi marcado por fluxos migratórios internacionais. No final do século XIX e início do século XX, muitos cearenses emigraram para outros países, como Estados Unidos e países da Europa, em busca de oportunidades econômicas e melhores condições de vida. Mais recentemente, a migração internacional se concentrou em países como Portugal, Espanha e Itália, impulsionada pela crise econômica e pelo desejo de melhores perspectivas de trabalho.
As migrações tiveram um impacto profundo na demografia, cultura e economia do Ceará. Por um lado, contribuíram para o crescimento econômico e desenvolvimento urbano, trazendo novas habilidades e culturas para a região. Por outro lado, também geraram desafios, como o crescimento desordenado das cidades, desigualdade social, problemas de habitação e infraestrutura, além de questões relacionadas à integração dos migrantes e suas comunidades de origem. Apesar dos desafios, as migrações continuam a desempenhar um papel importante no Ceará, moldando sua sociedade e economia. À medida que o estado enfrenta novos desafios, como as mudanças climáticas, urbanização acelerada e globalização, a compreensão e gestão adequada dos fluxos migratórios serão essenciais para garantir um desenvolvimento sustentável e inclusivo para todas as comunidades cearenses.

## Histórico da emigração

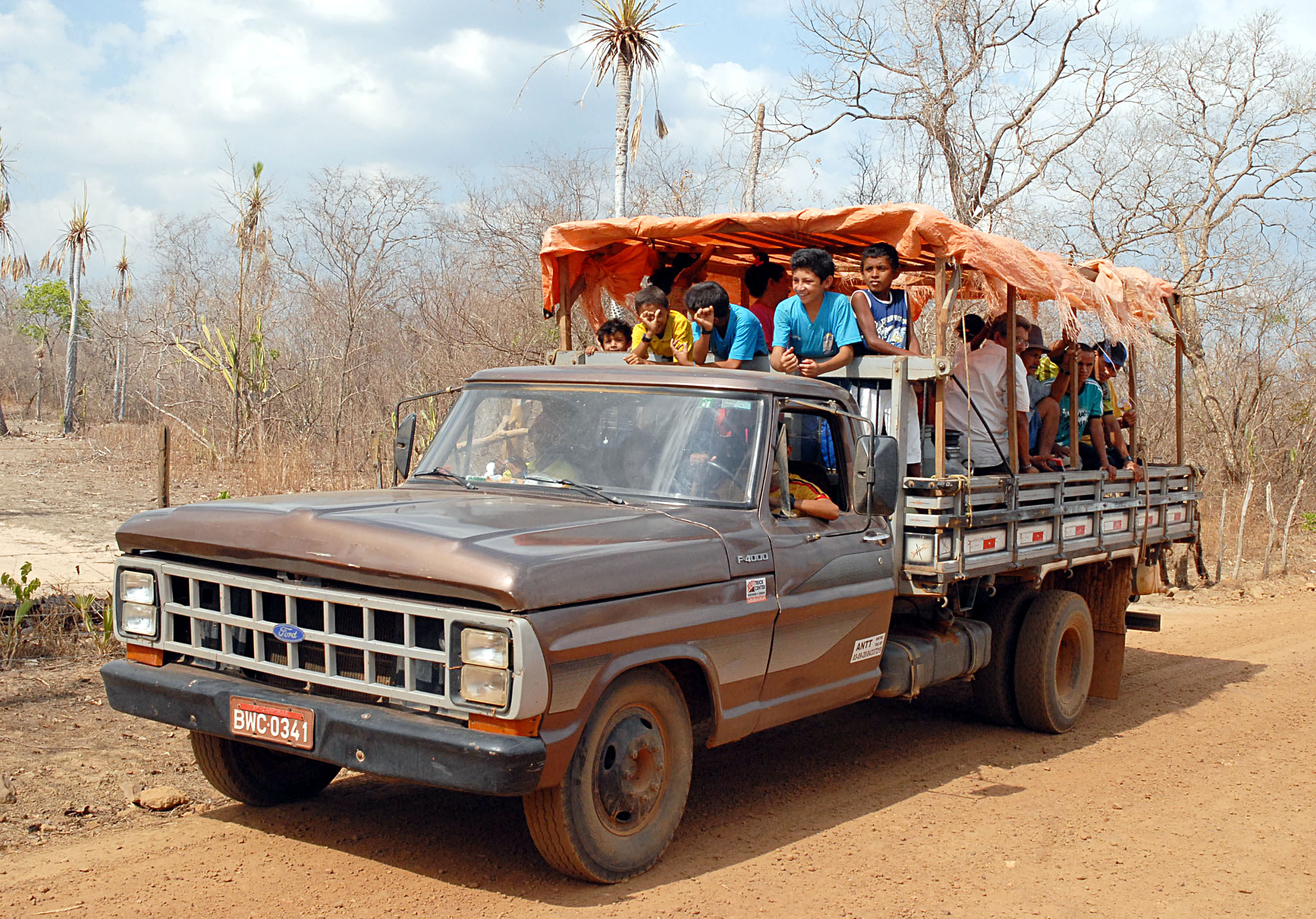
Cena comum do Nordeste do Brasil. Aqui, moradores do município de Caraúbas do Piauí são transportados uma camionete ao estilo "pau-de-arara".

A dinâmica migratória cearense apresentou diferentes padrões ao longo das décadas. Desde o início da segunda metade do século XX e até meados da década de 90, o estado do Ceará foi caracterizado por intensos movimentos migratórios que se dirigiam para outras regiões, especialmente para a região Sudeste do Brasil. Além disso, imigrantes cerenses são registrados em diversas partes do mundo, evidenciando um fenômeno recorrente. Segundo a teoria, há tendências de migrações internas, das regiões interioranas do estado em direção às metrópoles regionais e em direção à capital, Fortaleza. Aqui estão alguns dos principais movimentos migratórios observados no Ceará:
- Migração Rural-Urbana: Este é um dos movimentos migratórios mais comuns no Ceará e em todo o Brasil. As pessoas migram das áreas rurais para as áreas urbanas em busca de oportunidades de emprego, melhores condições de vida, acesso a serviços e educação. Nas últimas décadas, houve um rápido crescimento das cidades cearenses, como Fortaleza, impulsionado pela migração rural-urbana.
- Êxodo Rural: Devido às condições climáticas adversas, como secas recorrentes, e à falta de oportunidades econômicas no campo, muitas pessoas deixam as áreas rurais do Ceará em direção a áreas urbanas ou outras regiões do país em busca de melhores condições de vida. O êxodo rural é especialmente pronunciado em regiões mais áridas do estado.
- Migração Nordeste-Sudeste: Historicamente, muitos cearenses migraram para as regiões mais desenvolvidas do Sudeste, como São Paulo e Rio de Janeiro, em busca de trabalho nas indústrias e na construção civil. Embora esse fluxo migratório tenha diminuído em comparação com décadas passadas, ainda é uma tendência observada, especialmente entre os mais jovens.
- Migração Nordeste-Sul: Além do Sudeste, muitos cearenses também migram para outras regiões do Sul do Brasil, como Paraná, Santa Catarina e Rio Grande do Sul, em busca de oportunidades de emprego nas áreas agrícola, industrial e de serviços. O Sul do Brasil tem atraído migrantes nordestinos devido ao seu forte crescimento econômico e melhores condições de vida.
- Migração Internacional: Embora em menor escala em comparação com outros estados brasileiros, também há registros de cearenses migrando para outros países em busca de trabalho e melhores condições de vida. Destinos comuns incluem Estados Unidos, Portugal, Espanha e países do Mercosul.

## Características da emigração

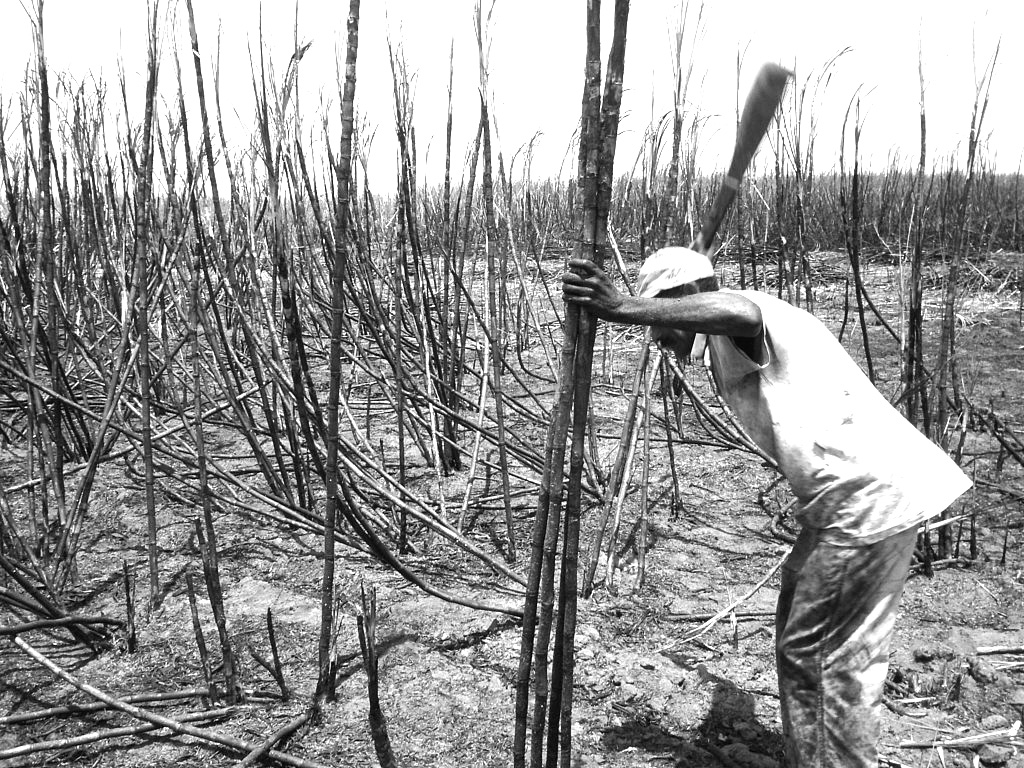
Corte de Cana. Atividade que demandava intensa mão-de-obra não especializada no início do Século XX.

O processo de migração dos cearenses para outras localidades segue padrões semelhantes aos observados no processo de migração nordestina no Brasil, mas com características específicas relacionadas à história, economia e geografia do Ceará. Aqui estão alguns aspectos desse processo:
1. Secas e condições climáticas adversas: Assim como em outras partes do Nordeste, as secas e as condições climáticas adversas têm sido um dos principais motivos históricos para a migração dos cearenses. A falta de chuvas e as consequentes crises hídricas levaram muitas pessoas a buscar oportunidades em outras regiões do país onde o clima é mais favorável para a agricultura e outras atividades econômicas.
2. Pobreza e falta de oportunidades: A pobreza e a falta de oportunidades econômicas são fatores importantes que impulsionam a migração dos cearenses. Muitas áreas rurais do estado enfrentam dificuldades econômicas, e isso leva muitas pessoas a buscar trabalho e melhores condições de vida em áreas urbanas ou em outras regiões do país.
3. Industrialização e desenvolvimento urbano: O processo de industrialização e desenvolvimento urbano no Ceará e em outras partes do Nordeste também influenciou a migração. À medida que as cidades crescem e surgem oportunidades de emprego em setores como manufatura, comércio e serviços, muitas pessoas migram do campo para as cidades em busca de trabalho e melhores condições de vida.
4. Programas de incentivo: Ao longo do tempo, o governo brasileiro implementou diversos programas de incentivo à migração interna, visando redistribuir a população e promover o desenvolvimento de outras regiões além do Nordeste. Isso incluiu políticas de colonização de áreas de fronteira agrícola, como a Amazônia, e incentivos para a migração para outras regiões.
5. Migração sazonal: Além da migração permanente, também ocorre migração sazonal de cearenses em busca de trabalho temporário em outras regiões, especialmente em setores como agricultura, construção civil e turismo. Muitos cearenses viajam para estados do Sul e Sudeste durante períodos específicos do ano em busca de emprego temporário.
6. Educação e qualificação profissional: Assim como em outras partes do Brasil, muitos cearenses migram em busca de oportunidades de educação e qualificação profissional que podem não estar disponíveis em sua região de origem. Isso inclui o acesso a universidades e instituições de ensino técnico em outras partes do país.
7. Impactos sociais e culturais: A migração dos cearenses também tem impactos sociais e culturais significativos, tanto nas áreas de destino quanto nas de origem. Nas áreas receptoras, há uma influência da cultura cearense em vários aspectos, enquanto nas áreas de origem podem surgir desafios relacionados à perda de mão de obra e ao envelhecimento da população, entre outros aspectos.
Assim, o processo de migração dos cearenses para outras localidades é complexo e multifacetado, influenciado por uma variedade de fatores econômicos, sociais, políticos, geográficos e culturais.

## Consequências da emigração

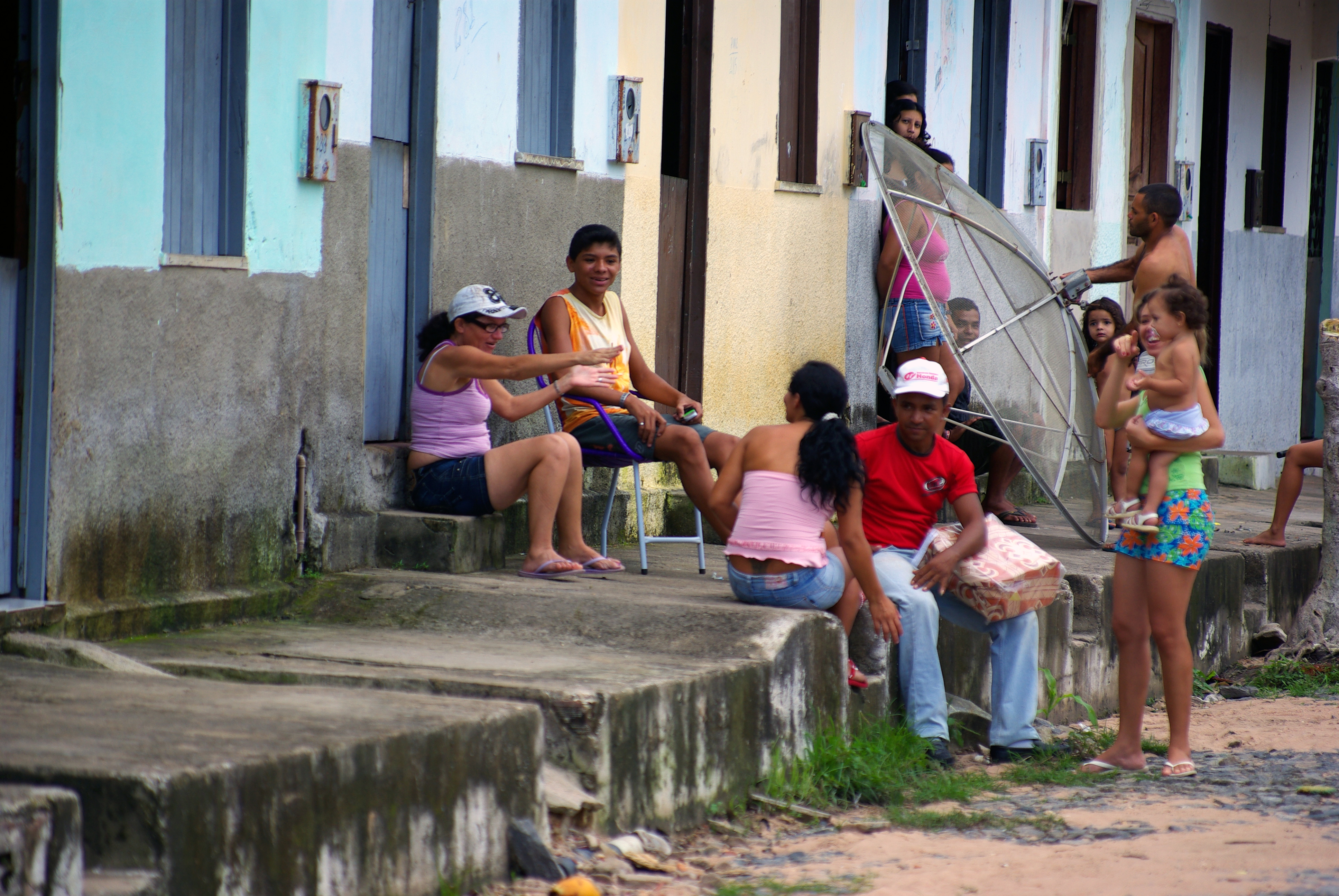
Camocim-CE. A falta de oportunidades de emprego formal atinge principalmente os municípios do interior do estado.

A saída de um grande número de emigrantes do Ceará pode ter vários efeitos significativos no estado, tanto em termos econômicos, sociais quanto culturais. Aqui estão alguns dos principais impactos:
- Diminuição da Força de Trabalho: A migração em massa pode resultar na diminuição da força de trabalho disponível no Ceará, especialmente em setores-chave como agricultura, construção civil, serviços e indústria. Isso pode afetar negativamente a produtividade e o crescimento econômico em algumas áreas, especialmente em regiões onde a mão de obra é escassa.

- Envelhecimento da População: Se os migrantes são predominantemente jovens em busca de oportunidades em outras regiões ou países, a saída em massa pode levar a um envelhecimento da população remanescente no Ceará. Isso pode ter consequências para o sistema de previdência social e para a oferta de serviços de saúde, uma vez que uma população mais idosa geralmente requer mais cuidados e serviços.

- Impacto nas Famílias: A migração muitas vezes resulta na separação de famílias, com membros deixando o Ceará em busca de emprego ou melhores oportunidades em outras regiões. Isso pode ter impactos emocionais e psicológicos significativos nas famílias afetadas, além de desafios relacionados à manutenção dos laços familiares e apoio mútuo.

- Remessas: No entanto, a migração também pode trazer benefícios econômicos para as famílias e comunidades de origem através das remessas enviadas pelos migrantes. Essas remessas muitas vezes representam uma importante fonte de renda para as famílias no Ceará, contribuindo para o sustento básico, educação e saúde.

- Erosão do Capital Humano: A saída de trabalhadores qualificados e jovens talentos pode resultar na erosão do capital humano do Ceará, com a perda de habilidades, conhecimentos e experiências que são essenciais para o desenvolvimento econômico e social sustentável do estado.

- Desafios de Integração: Para os migrantes que deixam o Ceará em busca de oportunidades em outras regiões ou países, enfrentarão desafios de integração em novos ambientes sociais, culturais e econômicos. Isso pode incluir barreiras linguísticas, discriminação, adaptação a novos costumes e práticas, e acesso limitado a serviços e oportunidades.[18]

Em suma, a saída de emigrantes do Ceará pode ter uma série de consequências tanto positivas quanto negativas para o estado e suas comunidades, e gerenciar esses impactos requer políticas e estratégias abrangentes que abordem as necessidades e desafios das populações afetadas.

## Imigrações para o Ceará
O Ceará têm sido um destino histórico para imigrantes de diversas partes do Brasil e do mundo. Esses fluxos migratórios trouxeram consigo uma riqueza de culturas, tradições e contribuições que ajudaram a moldar a identidade e a sociedade cearense. A imigração interna para o Ceará foi significativa ao longo da história do estado. Migrantes de outras regiões do Brasil, especialmente do Nordeste, buscaram oportunidades econômicas e melhores condições de vida no Ceará. As cidades, especialmente a capital Fortaleza, tornaram-se polos de atração para esses migrantes em busca de emprego e educação.
Além da imigração interna, o Ceará também recebeu imigrantes de outros países, contribuindo para a diversidade étnica e cultural da região. No final do século XIX e início do século XX, muitos imigrantes europeus, como portugueses, italianos e espanhóis, chegaram ao Ceará em busca de oportunidades na agricultura e comércio. Suas influências ainda são visíveis na culinária, arquitetura e tradições locais.

### Ocupação Holandesa
A ocupação holandesa no Ceará durante o século XVII foi um episódio significativo na história da região e faz parte do contexto mais amplo das invasões neerlandesas no Brasil colonial. No início do século XVII, os Países Baixos estavam em conflito com Portugal, então parte do Império Espanhol, e buscavam expandir seu domínio ultramarino. Isso levou à invasão de várias colônias portuguesas, incluindo o Brasil.
Em 1637, uma frota neerlandesa, liderada por Hendrik Lonck, conquistou a cidade de Fortaleza, no Ceará, após enfrentar pouca resistência. Os holandeses estabeleceram um governo provisório na região e começaram a explorar os recursos locais, principalmente o açúcar. Eles construíram fortificações, como o Forte Schoonenborch (atual Fortaleza de Nossa Senhora de Assunção), para proteger seus interesses na área.
No entanto, a ocupação holandesa no Ceará foi relativamente curta e problemática. Enfrentando resistência por parte da população local e pressão das forças portuguesas e espanholas, os holandeses acabaram abandonando a região em 1644, após sete anos de domínio. Durante sua ocupação, os neerlandeses deixaram um legado na arquitetura, na agricultura e na cultura local, mas seu controle sobre o Ceará foi efêmero e não deixou um impacto duradouro.
A ocupação holandesa no Ceará faz parte de um período tumultuado na história colonial brasileira, marcado por disputas territoriais entre as potências europeias e pela resistência das comunidades locais. Embora tenha sido breve, essa ocupação é lembrada como parte da rica tapeçaria histórica do estado e como um exemplo das complexas interações entre diferentes culturas e povos durante a era colonial.

### Desafios e perspectivas
Nos últimos anos, o Ceará tem recebido um número crescente de imigrantes de países vizinhos, como Venezuela e Colômbia, fugindo de crises políticas e econômicas em seus países de origem. Esses imigrantes enfrentam desafios significativos de integração e acesso a serviços básicos, mas também trazem consigo habilidades e talentos que enriquecem a comunidade local.
A imigração para o Ceará trouxe uma série de contribuições para a sociedade local, incluindo diversidade cultural, novas perspectivas e experiências, e uma força de trabalho dinâmica. No entanto, também apresenta desafios, como a necessidade de políticas de integração eficazes, combate à discriminação e xenofobia, e garantia de acesso igualitário a serviços públicos.

À medida que o Ceará continua a atrair imigrantes de diferentes origens, é fundamental que o estado adote uma abordagem inclusiva e acolhedora para garantir que todos os residentes, independentemente de sua origem, possam contribuir e prosperar. Isso inclui políticas de integração cultural, programas de apoio ao emprego e educação, e iniciativas para promover a diversidade e a tolerância na sociedade cearense. Ao fazê-lo, o Ceará pode colher os benefícios de uma população diversificada e vibrante que enriquece a vida e a cultura do estado.